# Roemenië op de Olympische Winterspelen 1994
Tijdens de Olympische Winterspelen van 1994, die in Lillehammer (Noorwegen) werden gehouden, nam Roemenië voor de vijftiende keer deel.

## Deelnemers en resultaten
(m) = mannen, (v) = vrouwen 

### Alpineskiën
| Olympiër     | Discipline     | Resultaat | Prestatie                                                        |
| ------------ | -------------- | --------- | ---------------------------------------------------------------- |
| Mihaela Fera | afdaling (v)   | 36e       | 1.41,07 (+5,14)                                                  |
| Mihaela Fera | super g (v)    | 39e       | 1.28,47 (+6,32)                                                  |
| Mihaela Fera | combinatie (v) | 20e       | 3.26,10 (+20,94) afdaling: 1.31,69 slalom: 1.54,41 (59,19+55,22) |
| Maria Zaruc  | afdaling (v)   | 40e       | 1.45,73 (+9,80)                                                  |
| Maria Zaruc  | combinatie (v) | dnf-a     | opgave afdaling                                                  |

### Biatlon
| Olympiër                                                           | Discipline             | Resultaat | Prestatie |
| ------------------------------------------------------------------ | ---------------------- | --------- | --- |
| Gheorghe Vasile                                                    | 10 km (m)              | 34e       | 31.05,3 (+2.58,3) pen.: 2 (1 + 1)                                                                                            |
| Gheorghe Vasile                                                    | 20 km (m)              | 21e       | 1:00.33,7 (+3.08,4) pen.: 2 (1 + 1 + 0 + 0)                                                                                  |
|                                                                    |                        |           | |
| Mihaela Cârstoi                                                    | 15 km (v)              | 63e       | 1:01.15,0 (+9.08,4) pen.: 7 (1 + 1 + 1 + 4)                                                                                  |
| Ileana Hangan-Ianoșiu                                              | 7,5 km (v)             | 43e       | 28.37,1 (+2.28,3) pen.: 2 (1 + 1)                                                                                            |
| Adina Șotropa                                                      | 7,5 km (v)             | 55e       | 29.34,8 (+3.26,0) pen.: 3 (2 + 1)                                                                                            |
| Adina Șotropa                                                      | 15 km (v)              | 18e       | 55.27,4 (+3.20,8) pen.: 1 (0 + 0 + 0 + 1)                                                                                    |
| Team Adina Șotropa Mihaela Cârstoi Ana Roman Ileana Hangan-Ianoșiu | 4x7,5 km estafette (v) | 16e       | 2:02.36,8 (+15.17,3) pen.: 4 31.01,3 pen.: 0 (0 + 0) 31.17,5 pen.: 3 (0 + 3) 30.33,6 pen.: 0 (0 + 0) 29.44,4 pen.: 1 (0 + 1) |

### Bobsleeën
| Olympiër                                                         | Discipline               | Resultaat | Prestatie                                       |
| ---------------------------------------------------------------- | ------------------------ | --------- | ----------------------------------------------- |
| Florian Enache Mihai Dumitrașcu                                  | 2-mansbob (m) Roemenië I | 30e       | 3.38,05 (+7,24) (54,35 / 54,38 / 54,47 / 54,85) |
| Florian Enache Marian Chițescu Iulian Păcioianu Mihai Dumitrașcu | 4-mansbob (m) Roemenië I | 23e       | 3.32,18 (+4,40) (52,92 / 53,02 / 53,19 / 53,05) |

### Kunstrijden
| Olympiër        | Discipline | Resultaat | Prestatie                               |
| --------------- | ---------- | --------- | --------------------------------------- |
| Cornel Gheorghe | mannen     | 14e       | 22,0 p. (korte kür: 16 - lange kür: 14) |
| Marius Negrea   | mannen     | 19e       | 28,5 p. (korte kür: 19 - lange kür: 19) |

### Langlaufen
| Olympiër            | Discipline                    | Resultaat | Prestatie                             |
| ------------------- | ----------------------------- | --------- | ------------------------------------- |
| Zsolt Antal         | 10 km klassiek (m)            | 80e       | 29.13,3 (+4.53,2)                     |
| Zsolt Antal         | 30 km vrije stijl (m)         | 54e       | 1:23.49,7 (+11.23,3)                  |
| Zsolt Antal         | achtervolging 10 km+15 km (m) | 62e       | +8.55,4 (10 km:29.13 + 15 km:39.51,2) |
| Elemer-György Tanko | 10 km klassiek (m)            | 73e       | 28.30,5 (+4.10,4)                     |
| Elemer-György Tanko | 30 km vrije stijl (m)         | 52e       | 1:23.22,6 (+10.56,2)                  |
| Elemer-György Tanko | 50 km klassiek (m)            | dnf       | opgave                                |
| Elemer-György Tanko | achtervolging 10 km+15 km (m) | 59e       | +8.38,3 (10 km:28.30 + 15 km:40.17,1) |

### Rodelen
| Olympiër                 | Discipline | Resultaat | Prestatie                                             |
| ------------------------ | ---------- | --------- | ----------------------------------------------------- |
| Adriana Turea            | vrouwen    | 21e       | 3.21,861 (+6,344) (50,324 / 50,588 / 50,393 / 50,556) |
| Sorina Grigore           | vrouwen    | 22e       | 3.23,204 (+7,687) (51,324 / 50,800 / 50,572 / 50,508) |
| Ioan Apostol Liviu Cepoi | dubbel     | 6e        | 1.37,323 (+0,603) (48,647 / 48,676)                   |

### Schaatsen
| Olympiër            | Discipline | Resultaat | Prestatie        |
| ------------------- | ---------- | --------- | ---------------- |
| Zsolt Baló          | 500 m (m)  | 38e       | 38,56 (+2,23)    |
| Zsolt Baló          | 1000 m (m) | 36e       | 1.16,16 (+3,73)  |
| Zsolt Baló          | 1500 m (m) | 26e       | 1.56,44 (+5,15)  |
| Dezideriu Horvath   | 1500 m (m) | 31e       | 1.57,07 (+5,78)  |
| Dezideriu Horvath   | 5000 m (m) | 20e       | 6.59,04 (+24,08) |
|                     |            |           |                  |
| Mihaela Dascălu     | 500 m (v)  | 23e       | 41,13 (+1,88)    |
| Mihaela Dascălu     | 1000 m (v) | 17e       | 1.21,94 (+3,20)  |
| Mihaela Dascălu     | 1500 m (v) | 8e        | 2.04,02 (+1,83)  |
| Mihaela Dascălu     | 3000 m (v) | 8e        | 4.22,42 (+4,99)  |
| Cerasela Hordobețiu | 500 m (v)  | 29e       | 42,15 (+2,90)    |
| Cerasela Hordobețiu | 1000 m (v) | 28e       | 1.23,19 (+4,45)  |
| Cerasela Hordobețiu | 1500 m (v) | 23e       | 2.08,50 (+6,31)  |
| Cerasela Hordobețiu | 3000 m (v) | 17e       | 4.29,31 (+11,88) |
| Cerasela Hordobețiu | 5000 m (v) | 14e       | 7.41,65 (+27,28) |

Amerikaanse Maagdeneilanden · Amerikaans-Samoa · Andorra · Argentinië · Armenië · Australië · België · Bermuda · Bosnië en Herzegovina · Brazilië · Bulgarije · Canada · Chili · China · Chinees Taipei · Cyprus · Denemarken · Duitsland · Estland · Fiji · Finland · Frankrijk · Georgië · Griekenland · Groot-Brittannië · Hongarije · IJsland · Israël · Italië · Jamaica · Japan · Kazachstan · Kirgizië · Kroatië · Letland · Liechtenstein · Litouwen · Luxemburg · Mexico · Moldavië · Monaco · Mongolië · Nederland · Nieuw-Zeeland · Noorwegen · Oekraïne · Oezbekistan · Oostenrijk · Polen · Portugal · Puerto Rico · Roemenië · Rusland · San Marino · Senegal · Slovenië · Slowakije · Spanje · Trinidad en Tobago · Tsjechië · Turkije · Verenigde Staten · Wit-Rusland · Zuid-Afrika · Zuid-Korea · Zweden · Zwitserland